# Riaz
Riaz is een gemeente en plaats in het Zwitserse kanton Fribourg, en maakt deel uit van het district Gruyère.
Riaz telt 1944 inwoners.

## Geboren
- Johanna Gapany (1988), politica